# Сопутствующее расстояние
Сопутствующее расстояние и собственное расстояние — две тесно связанные меры расстояния, применяемые в физической космологии для определения расстояний между объектами. Собственное расстояние примерно соответствует расстоянию до места, где удалённый объект был бы в определённый момент космологического времени, измеренному с помощью длинного ряда линеек, протянутых от нашей позиции до позиции объекта в это время, и меняющемуся с течением времени в связи с расширением Вселенной. Концепция сопутствующего расстояния «выносит за скобки» расширение Вселенной, позволяя использовать расстояние, которое не изменяется во времени из-за расширения пространства. Сопутствующее расстояние и собственное расстояние определяются таким образом, чтобы они были равны в настоящее время. Таким образом, эти два расстояния, вообще говоря, различны в любой момент времени, отличающийся от момента измерения: расширение Вселенной приводит к изменению собственного расстояния, в то время как сопутствующее расстояние при этом расширении не меняется.

## Сопутствующие координаты
Хотя общая теория относительности позволяет сформулировать законы физики, используя произвольные координаты, некоторые координаты более естественны (то есть с ними легче работать). Сопутствующие координаты — пример такого естественного выбора координат. Сопутствующая система координат назначает постоянные значения пространственных координат для наблюдателей, которые воспринимают вселенную изотропной. Такие наблюдатели называются «сопутствующими» наблюдателями, потому что они перемещаются вместе с потоком Хаббла.
Сопутствующий наблюдатель является единственным наблюдателем в данной точке, для которого Вселенная (в том числе космическое микроволновое фоновое излучение) изотропна. Не-сопутствующие наблюдатели увидят различные области неба с систематическим синим или красным смещением. Таким образом, изотропия, в частности изотропия реликтового излучения, определяет в каждой точке вселенной специальную локальную систему отсчёта называемую сопутствующей системой отсчёта. Скорость наблюдателя по отношению к местной сопутствующей системе отсчёта называют пекулярной скоростью наблюдателя.
Большинство крупных материальных объектов, таких как галактики, почти неподвижны относительно сопутствующей системы отсчёта в данной точке, то есть их пекулярные скорости малы.
Сопутствующая временная координата определяется как время, прошедшее с момента Большого Взрыва по часам сопутствующего наблюдателя, и является мерой космологического времени. Сопутствующие пространственные координаты показывают, где происходит событие, в то время как космологическое время показывает, когда происходит событие. Вместе они образуют полную систему координат, дающую место и время события.
Пространство в сопутствующих координатах обычно описывается как «статическое», поскольку большинство тел размером с галактику и больше почти неподвижны в сопутствующих координатах, а сопутствующие тела имеют статические, неизменные сопутствующие координаты. Таким образом, сопутствующее расстояние между данной парой сопутствующих галактик остаётся неизменным в любое время, хотя собственное расстояние между ними было меньше в прошлом и станет больше в будущем в связи с расширением пространства.
Расширяющаяся Вселенная характеризуется растущим со временем масштабным фактором, который показывает, как постоянное сопутствующее расстояние согласуется с растущим собственным расстоянием.
См. также: метрическое расширение пространства.

## Сопутствующее расстояние и собственное расстояние
Сопутствующее расстояние — это расстояние между двумя точками, измеренное вдоль пути, определённого в настоящий момент космологического времени. Для объектов, движущихся с потоком Хаббла, оно считается постоянным во времени. Сопутствующее расстояние от наблюдателя до удалённого объекта (например, галактики) можно вычислить по следующей формуле:
{\displaystyle \chi =\int _{t_{e}}^{t}c\;{{\mbox{d}}t' \over a(t')},}
где a(t') — масштабный фактор, tе — момент испускания фотонов, детектируемых наблюдателем, t — настоящее время, с — скорость света в вакууме.
Несмотря на то, что это расстояние является интегралом по времени, оно в действительности дает расстояние, которое было бы измерено гипотетической рулеткой при фиксированном времени t, то есть «собственное расстояние», определённое ниже, делённое на масштабный фактор a(t') в этот момент. Вывод см. в (Davis и Lineweaver, 2003), «стандартные релятивистские определения».
Определения
- Во многих учебниках для сопутствующего расстояния используется символ χ. Однако это χ следует отличать от координатного расстояния r в часто используемой сопутствующей системе координат для фридмановской Вселенной, где метрика имеет вид

{\displaystyle ds^{2}=-c^{2}d\tau ^{2}=-c^{2}dt^{2}+a(t)^{2}\left({\frac {dr^{2}}{1-kr^{2}}}+r^{2}\left(d\theta ^{2}+\sin ^{2}\theta d\phi ^{2}\right)\right).}
В этом случае сопутствующее координатное расстояние r связано с χ соотношением {\displaystyle \chi =r,} если k = 0 (случай пространственно плоской Вселенной), соотношением {\displaystyle \chi =\arcsin r,} если k = 1 (случай «сферической» Вселенной с положительной кривизной), и соотношением {\displaystyle \chi =\operatorname {Arsh} r,} если k = −1 (случай «гиперболической» Вселенной с отрицательной кривизной).
- Большинство учебников и научных статей определяют сопутствующее расстояние между сопутствующими наблюдателями как фиксированную неизменную величину, не зависящую от времени, а динамическое, изменяющееся расстояние между ними называют собственным расстоянием . В таком варианте использования сопутствующее и собственное расстояние численно равны для текущего возраста Вселенной, но будут отличаться и в прошлом, и в будущем; если сопутствующее расстояние до галактики обозначить χ, то собственное расстояние {\displaystyle d(t)} в произвольный момент времени t просто даётся соотношением {\displaystyle d(t)=a(t)\chi ,} где {\displaystyle a(t)} — масштабный фактор. (См., например, Дэвис и Lineweaver, 2003). Собственное расстояние {\displaystyle d(t)} между двумя галактиками в момент времени t есть просто расстояние, которое было бы измерено линейкой между ними в это время[2].

### Использование собственного расстояния
Космологическое время идентично времени, локально измеряемому наблюдателем в фиксированной сопутствующей пространственной позиции, то есть в локальной сопутствующей системе отсчёта. Собственное расстояние также равно локально измеряемому расстоянию в сопутствующей системе отсчёта для близких объектов. Для измерения собственного расстояния между двумя удалёнными объектами необходимо представить ряд сопутствующих наблюдателей, расположенных по прямой линии между двумя объектами таким образом, что соседние наблюдатели находятся близко друг к другу, формируя цепочку между двумя удалёнными объектами. Все эти наблюдатели должны иметь одинаковое космологическое время. Каждый наблюдатель измеряет своё расстояние до ближайшего наблюдателя в цепочке. Длина цепочки, то есть сумма расстояний между соседними наблюдателями, — это общее собственное расстояние.
Для определения как сопутствующего, так и собственного расстояния в космологическом смысле (в отличие от собственной длины в специальной теории относительности) важно, что все наблюдатели имеют одинаковый космологический возраст. Например, при измерении расстояния вдоль прямой линии или пространственноподобной геодезической между двумя точками, если наблюдатели, расположенные между этими точками, будут иметь разный космологический возраст в моменты, когда геодезический путь пересекает их собственные мировые линии, то в результате расчёта расстояния вдоль этой геодезической сопутствующее расстояние и космологическое собственное расстояние будут измерены неверно. Понятия сопутствующего и собственного расстояния не совпадают с понятием расстояния в специальной теории относительности. В этом можно убедиться, рассмотрев гипотетический случай пустой Вселенной, где могут быть измерены оба вида расстояния. Когда плотность массы в метрике Фридмана устанавливается в ноль (пустая «Вселенная Милна»), то космологическая система координат, используемая для записи этой метрики, становится неинерциальной системой координат в плоском пространстве-времени Минковского специальной теории относительности, в котором поверхности постоянной временной координаты отображаются в виде гиперболы, когда они нарисованы в диаграмме Минковского с точки зрения инерциальной системы отсчёта. В этом случае, для двух событий, которые происходят одновременно в соответствии с космологической временной координатой, значение космологического собственного расстояния не равно значению собственного расстояния между этими же событиями (Wright), которое будет просто расстоянием по прямой между событиями на диаграмме Минковского (прямая является геодезической в плоском пространстве-времени Минковского), или координатным расстоянием между событиями в инерциальной системе отсчёта, где они одновременны.
Если разделить изменение собственного расстояния на интервал космологического времени, в течение которого произошло это изменение (или взять производную от собственного расстояния по космологическому времени) и назвать это «скоростью», то полученная «скорость» галактики или квазара может быть выше скорости света с. Это кажущееся сверхсветовое расширение не противоречит специальной или общей теории относительности, оно является лишь следствием конкретных определений, используемых в космологии. Даже «скорость» собственно света, определённая в этом смысле, не равна с; общая скорость любого объекта может быть представлена в виде суммы {\displaystyle v_{tot}=v_{rec}+v_{pec},} где {\displaystyle v_{rec}} является скоростью удаления из-за расширения Вселенной (и задаётся законом Хаббла), а {\displaystyle v_{pec}} является «пекулярной скоростью», измеренной местными наблюдателями (с {\displaystyle v_{rec}={\dot {a}}(t)\chi (t)} и {\displaystyle v_{pec}=a(t){\dot {\chi }}(t),} точки обозначают первую производную), поэтому для света {\displaystyle v_{pec}} равна с (−с, если свет излучается в направлении нашей позиции в начале координат, и +с, если от нас), но общая скорость {\displaystyle v_{tot}}, вообще говоря, отличается от с. (Davis and Lineweaver 2003, с. 19) Даже в специальной теории относительности координатная скорость света гарантировано равна с лишь в инерциальной системе отсчёта, а в неинерциальной системе координат может отличаться от c; в общей теории относительности никакая система координат в большой области искривлённого пространства-времени не является «инерциальной», но в локальной окрестности любой точки в искривлённом пространстве-времени мы можем определить «локально инерциальную систему отсчёта», в которой локальная скорость света будет равна с, а локальные скорости массивных объектов, таких как звёзды и галактики, всегда меньше с. Космологические определения, используемые для измерения скоростей далёких объектов, координатно зависимы — в общей теории относительности отсутствует общее координатно-независимое определение скорости между удалёнными объектами (Baez and Bunn, 2006).

## Собственное расстояние и сопутствующее расстояние в малых масштабах
В случае небольших расстояний и коротких перемещений расширением Вселенной за время перемещения можно пренебречь. Время в пути между любыми двумя точками для нерелятивистской движущейся частицы будет просто собственным расстоянием (то есть сопутствующим расстоянием, измеренным с учётом масштабного фактора Вселенной во время перемещения, а не масштабного фактора «сейчас») между этими точками, делённым на скорость частицы. Если же частица движется с релятивистской скоростью, должны быть сделаны обычные релятивистские поправки для замедления времени.